# Parahormius caloptiliae
Parahormius caloptiliae är en stekelart som beskrevs av Papp 1996. Parahormius caloptiliae ingår i släktet Parahormius och familjen bracksteklar. Inga underarter finns listade i Catalogue of Life.